# Норберг, Карл
Карл Мартин Норберг (швед. Carl Martin Norberg; 18 июля 1889 или 21 марта 1886, Авеста, Коппарберг — 25 июля 1970, Вестерос) — шведский гимнаст, чемпион летних Олимпийских игр 1908 года.
На Играх 1908 года в Лондоне Норберг участвовал только в командном первенстве, в котором его сборная заняла первое место.